# Университет прикладных наук Ле Рош-Грюйер
Университет прикладных наук Ле Рош-Грюйер англ. Les Roches Gruyère University of Applied Sciences, LRGUAS) — университет, расположенный в Бюле и Блухе Швейцарии.

## Обучение по специальностям
Университет прикладных наук Ле Рош-Грюйер предлагает обучение по специальностям в области гостиничного менеджмента:
- Международный гостиничный менеджмент (кампус в Бюле),
- Продукты питания, напитки и управление операциями (кампус в Блухе).